# هارولد قدم الأرنب

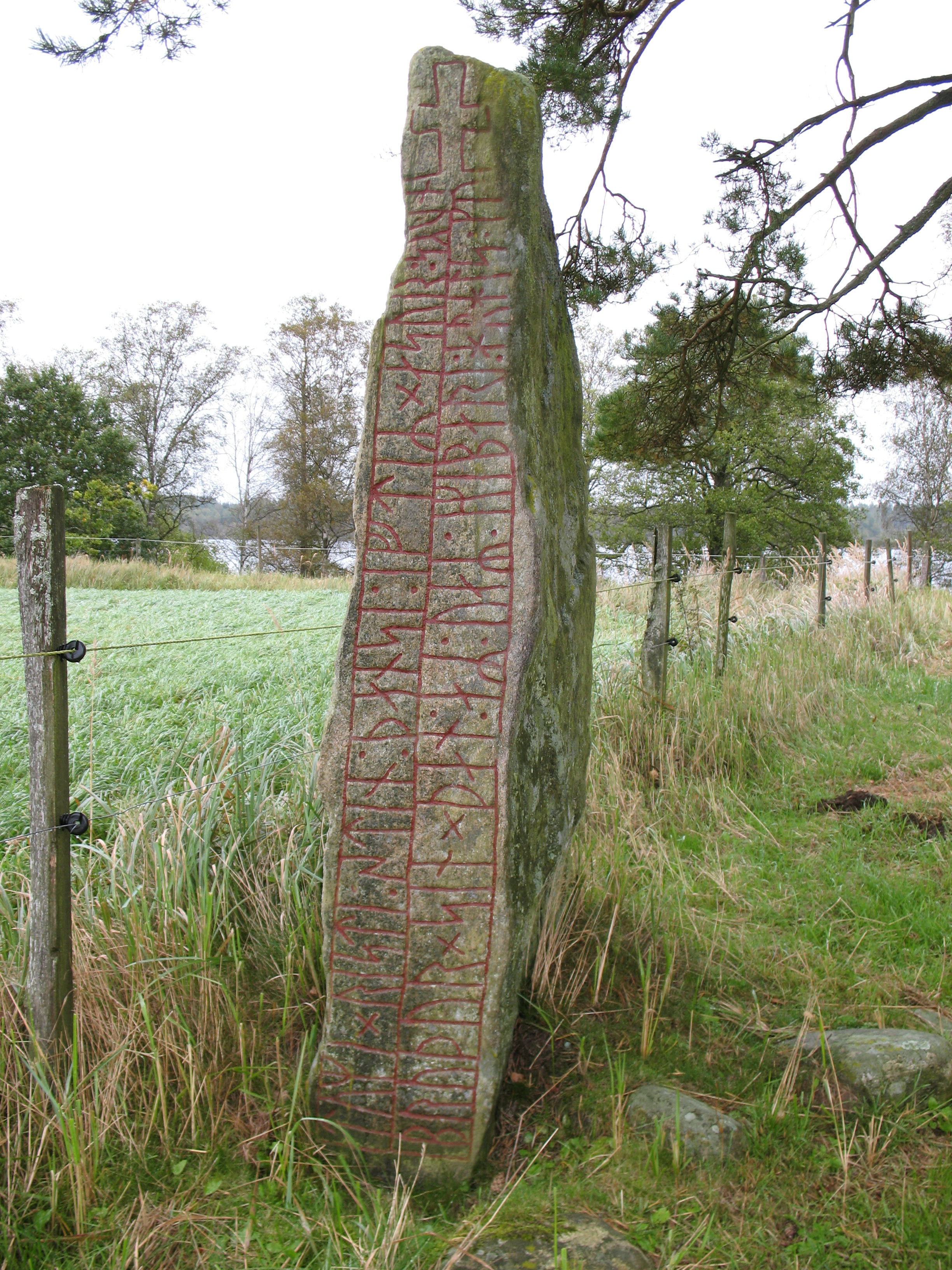
حجر عليه كتابة رونية في السويد يذكر هارولد قدم الأرنب

هارولد الأول (مات 1040) الملقب بهارولد قدم الأرنب لسرعته، هو الابن غير الشرعي لكانوت العظيم وإلفغيفو أوف نورثهامبتون، وعند موت أبيه عام 1035 طالب بأحقيته بعرش إنكلترا في واجهة ابن كانوت الشرعي هارديكانوت، وكان يدعمه في مطالبه لوفريك إيرل مرسيا في الشمال، بينما أتباع هارديكانوت كانوا أمه إيما نورماندي وغودوين إيرل وسكس.
في النهاية تم انتخاب هارولد وصيا على العرش بشكل مؤقت، وتم الاعتماد في التسوية النهائية على عودة هارديكانوت من الدانمارك، لكن هارديكانوت تلكأ في المجيء وفي نفس الوقت بدأ أتباع هارولد يزدادون بسرعة، وفي عام 1037 تم انتخاب هارولد بشكل نهائي كملك على إنكلترا وطرد إيما وهارديكانوت من البلاد.
الأحداث القليلة في عهده القصير كانت مجموعة غارات غير ناجحة على الاسكتلنديين والويلزيين. وكان هارديكانوت يهدف لغزو إنكلترا ليطالب بأحقيته بالعرش عندما مات هارولد في أوكسفورد يوم 10 مارس 1040 .